# Chloraspilates
Chloraspilates is een geslacht van vlinders van de familie spanners (Geometridae), uit de onderfamilie Ennominae.

## Soorten
- C. bicoloraria Packard, 1876
- C. minima Hulst, 1898
- C. pomella Druce, 1898
- C. profugaria Herrich-Schäffer, 1855